# Una parella amb els caps plens de núvols
Una parella amb els caps plens de núvols (francés: Couple aux Têtes Pleines de Nuages) és un díptic pintat el 1936 per Salvador Dalí. L'oli sobre fusta contraxapada representa taules en un paisatge del desert i es tallen com les siluetes dels personatges en la pintura de Jean-François Millet L'Àngelus). Les obres són retrats dobles de Salvador i de Gala Dalí.

## Versió de 1936
Aquesta obra forma part de la col·lecció permanent del Museu Boijmans Van Beuningen de Rotterdam.

## Versió de 1937
Aquesta obra es va vendre per 8,31 milions de lliures en una subhasta a Bonham's de Londres l'octubre del 2020, la primera vegada que l'obra havia caigut sota el martell.
L'obra va ser posada a la venda per la Fondazione Isabella Scelsi, la fundació dels descendents de Giacinto Scelsi, el compositor i aristòcrata modernista italià. Anteriorment, l'obra havia estat cedida i exposada al Museu d'Art Modern i Contemporani de Trento i Rovereto. L'obra es va exposar el 2018 a la Royal Academy of Art de Londres com a part de l'exposició Dali/ Duchamp.